# Elena, protectora
Elena, protectora es el capítulo veintidós de la segunda temporada de la serie de televisión argentina Mujeres asesinas. Este episodio se estrenó el 5 de septiembre de 2006. 
Este episodio fue protagonizado por Leonor Manso, en el papel de asesina. Coprotagonizado por Emilia Mazer y Gabriel Goity. También, contó con la actuación especial de Claudio Gallardou

## Desarrollo

### Trama
Elena (Leonor Manso) es una humilde repostera que luego de un violento asalto en su casa, se ve obligada a mudarse con su hermano Pablo (Gabriel Goity) y su cuñada Laura (Emilia Mazer), quien no la recibe de la mejor manera. Desde pequeños Elena y Pablo mantienen una relación afectuosa en la que él siente que Elena lo protege y lo saca de sus constantes depresiones. El trágico pasado familiar los une aún más. La relación entre las cuñadas empeora cada vez más, hasta que la decisión de Laura de separarse de Pablo hace que Elena la asesine en el afán de irse. Laura es asesinada con dos golpes en la cabeza con un palo de amasar.

### Condena
Laura murió en el acto. Elena fue declarada inimputable. Estuvo 6 años internada. Ahora recibe tratamiento ambulatorio y vive en la casa de una prima. Pablo se suicidó tres meses después de la internación de Elena.

## Elenco
- Leonor Manso como Elena
- Gabriel Goity como Pablo
- Emilia Mazer  como Laura
- Claudio Gallardou como Damián, el Amante de Laura
- Anahí Martella como Guillermina
- Camila Toker

## Adaptaciones
- Mujeres asesinas (Colombia): Helena, la protectora - Katherine Vélez
- Mujeres asesinas (México): Elena, protectora - Rocío Banquells